# Capurganá Airport
Capurganá Airport är en flygplats i Colombia.   Den ligger i departementet Chocó, i den nordvästra delen av landet, 600 km nordväst om huvudstaden Bogotá. Capurganá Airport ligger 11 meter över havet.
Terrängen runt Capurganá Airport är huvudsakligen kuperad, men norrut är den platt. Havet är nära Capurganá Airport åt nordost. Runt Capurganá Airport är det glesbefolkat, med 19 invånare per kvadratkilometer. Närmaste större samhälle är Acandí, 15,7 km sydost om Capurganá Airport. I omgivningarna runt Capurganá Airport växer i huvudsak städsegrön lövskog.